# West Indies Cricket Team in England in der Saison 2025
Die Tour des West Indies Cricket Teams in England in der Saison 2025 fand vom 29. Mai bis zum 10. Juni 2025 statt. Die internationale Cricket-Tour war Bestandteil der Internationalen Cricket-Saison 2025 und umfasste drei ODIs und drei Twenty20s. England gewann beide Serien mit 3−0.

## Vorgeschichte
Die West Indies bestritten zuvor eine Tour in Irland, England gegen Simbabwe. Das letzte Aufeinandertreffen der beiden Mannschaften bei einer Tour fand in der Saison 2024/25 in den West Indies statt.

## Stadion
Das folgende Stadion wurde für die Tour als Austragungsort vorgesehen.
| Stadion                  | Stadt             | Kapazität | Spiele |
| ------------------------ | ----------------- | --------- | ------ |
| Edgbaston Cricket Ground | Birmingham        | 24.803    | 1. ODI |
| Bristol County Ground    | Bristol           | 17.500    | 2. T20 |
| Sophia Gardens           | Cardiff           | 15.643    | 2. ODI |
| Riverside Ground         | Chester-le-Street | 17.000    | 1. T20 |
| The Oval                 | London            | 23.500    | 3. ODI |
| Rose Bowl                | Southampton       | 6.500     | 3. T20 |

## Kaderlisten
Die West Indies benannten ihre ODI-Kader am 5. Mai 2025 und ihre T20-Kader am 2. Juni 2025.
England benannte seine Kader am 13. Mai 2025.
| ODI | ODI | Twenty20 | Twenty20 |
| England | West Indies | England | West Indies |
| --- | --- | --- | --- |
| - Harry Brook (K) - Jofra Archer - Gus Atkinson - Tom Banton - Jacob Bethell - Jos Buttler (wk) - Brydon Carse - Ben Duckett - Tom Hartley - Will Jacks - Saqib Mahmood - Jamie Overton - Matthew Potts - Adil Rashid - Joe Root - Jamie Smith (wk) - Luke Wood | - Shai Hope (K, wk) - Jewel Andrew (wk) - Jediah Blades - Keacy Carty - Roston Chase - Matthew Forde - Justin Greaves - Shimron Hetmyer - Amir Jangoo (wk) - Alzarri Joseph - Shamar Joseph - Brandon King - Evin Lewis - Gudakesh Motie - Sherfane Rutherford - Jayden Seales - Romario Shepherd | - Harry Brook (K) - Rehan Ahmed - Tom Banton - Jacob Bethell - Jos Buttler (wk) - Brydon Carse - Liam Dawson - Ben Duckett - Will Jacks - Saqib Mahmood - Jamie Overton - Matthew Potts - Adil Rashid - Phil Salt (wk) - Jamie Smith (wk) - Luke Wood | - Shai Hope (K, wk) - Johnson Charles - Roston Chase - Matthew Forde - Shimron Hetmyer - Jason Holder - Akeal Hosein - Alzarri Joseph - Brandon King - Evin Lewis - Gudakesh Motie - Rovman Powell - Andre Russell - Sherfane Rutherford - Romario Shepherd |

## One-Day Internationals

### Erstes ODI in Birmingham
| 29. Mai Scorecard | Birmingham | England 400-8 (50)           | – | West Indies 162 (26.2) |
|                   |            | England gewinnt mit 238 Runs |   |                        |

Die West Indies gewannen den Münzwurf und entschieden sich als Feldmannschaft zu beginnen. Als Spieler des Spiels wurde Jacob Bethell ausgezeichnet.

### Zweites ODI in Cardiff
| 1. Juni Scorecard | Cardiff | West Indies 308 (47.4)        | – | England 312-7 (48.5) |
|                   |         | England gewinnt mit 3 Wickets |   |                      |

England gewann den Münzwurf und entschied sich als Feldmannschaft zu beginnen. Als Spieler des Spiels wurde Joe Root ausgezeichnet.

### Drittes ODI in London
| 3. Juni Scorecard | London (Oval) | West Indies 251-9 (40/40)                  | – | England 246-3 (29.4/40) |
|                   |               | England gewinnt mit 7 Wickets (D/L method) |   |                         |

England gewann den Münzwurf und entschied sich als Feldmannschaft zu beginnen. Als Spieler des Spiels wurde Jamie Smith ausgezeichnet.

## Twenty20 Internationals

### Erstes Twenty20 in Chester-le-Street
| 6. Juni Scorecard | Chester-le-Street | England 188-6 (20)          | – | West Indies 167-9 (20) |
|                   |                   | England gewinnt mit 21 Runs |   |                        |

England gewann den Münzwurf und entschied sich als Schlagmannschaft zu beginnen. Als Spieler des Spiels wurde Liam Dawson ausgezeichnet.

### Zweites Twenty20 in Bristol
| 8. Juni Scorecard | Bristol | West Indies 196-6 (20)        | – | England 199-6 (18.3) |
|                   |         | England gewinnt mit 4 Wickets |   |                      |

England gewann den Münzwurf und entschied sich als Feldmannschaft zu beginnen. Als Spieler des Spiels wurde Luke Wood ausgezeichnet.

### Drittes Twenty20 in Southampton
| 10. Juni Scorecard | Southampton | England 248-3 (20)          | – | West Indies 211-8 (20) |
|                    |             | England gewinnt mit 37 Runs |   |                        |

Die West Indies gewannen den Münzwurf und entschieden sich als Feldmannschaft zu beginnen. Als Spieler des Spiels wurde Ben Duckett ausgezeichnet.

## Auszeichnungen

### Player of the Series
Als Player of the Series wurden der folgende Spieler ausgezeichnet.
| Serie | Player of the Series |
| ----- | -------------------- |
| ODI   | Joe Root             |
| T20   | Jos Butler           |

### Player of the Match
Als Player of the Match wurden die folgenden Spielerinnen ausgezeichnet.
| Spiel  | Player of the Match |
| ------ | ------------------- |
| 1. ODI | Jacob Bethell       |
| 2. ODI | Joe Root            |
| 3. ODI | Jamie Smith         |
| 1. T20 | Liam Dawson         |
| 2. T20 | Luke Wood           |
| 3. T20 | Ben Duckett         |